# Georgia Hirst
Georgia Octavia Hirst (Oxford, 26 dicembre 1994) è un'attrice britannica.

## Vita privata
Figlia dello sceneggiatore e produttore Michael Hirst e di Susan Aldworth, ha una sorella, Maude Hirst, anche lei attrice.

## Filmografia parziale

### Cinema
- Ravers, regia di Bernhard Pucher (2018)

### Televisione
- Vikings - serie TV, 63 episodi (2014-2020)
- To England, With Love - film TV (2024)